# 史提芬·赫特
史提芬·雷恩·赫特（1993年4月18日—）為美國男子籃球運動員，赫特大一在利普斯科姆大學度過，大二因為教頭離開球隊而轉戰西北佛羅里達州立學院，2014年赫特轉學到堪薩斯州立大學。
2018年10月，赫特加盟東南亞職業籃球聯賽印尼CLS騎士。2019年8月，山形飛龍宣布簽下赫特。2020年2月，赫特終止與山形飛龍的合約。2020年8月，赫特加盟青森熱力。2023年9月，金澤武士團宣布簽下赫特。2023年10月，赫特與金澤武士團的合約到期。2024年1月，赫特加入太平洋凱撒。2024年10月，赫特加入SG猿人。2024年12月，大马篮球联赛（MBL）柔佛南虎引進赫特。2025年1月，柔佛南虎奪下2024-25賽季MBL冠軍金盃。

## 外部連結
- 史提芬·赫特在fiba.basketball（英语）
- 史提芬·赫特在fiba3x3.com（英语）
- 史提芬·赫特在Sports-Reference.com（NCAA）（英语）
- 史提芬·赫特在Eurobasket.com（球員）（英语）
- 史提芬·赫特在Proballers（英语）
- 史提芬·赫特在RealGM（英语）
- 史提芬·赫特在Flashscore（英语）
- Stephen Hurt （页面存档备份，存于）